# Invictus (rose)
'Invictus' (en latin « invincible ») est un cultivar de rosier obtenu en 2005 en Allemagne par Hans Jürgen Evers (1940-2007) et introduit au commerce en Allemagne par Tantau en 2011, puis en France par Édirose en 2015. Il est fameux pour le coloris de ses fleurs : rose moucheté de magenta, et pour sa résistance au froid rigoureux.

## Description
Ce petit grimpant atteint 300 cm. Ses rameaux érigés sont vert clair dans leur jeunesse. Le feuillage est dense et mat. 'Invictus' présente des fleurs moyennes (5 cm) et doubles d'un rose moyen aux multiples mouchetures magenta. Le revers des pétales est d'un rose plus profond. Elles exhalent un délicat parfum citronné et fleurissent en bouquets. La floraison est remontante.
Ce rosier est très résistant à la maladie des taches noires et au mildiou. Il est prisé aussi pour sa très grande résistance au froid. Il est parfait pour façades, pylônes et barrières.
Il est connu comme rosier ADR depuis 2012.

## Récompenses
- Médaille d’or Lyon (France) 2013
- Certificat Lyon (France) 2013
- 1er Prix Barcelone (Espagne) 2013
- 1er Prix Rome (Italie) 2013
- Médaille d'argent Monza (Italie) 2013
- Certificat St Alban (Grande-Bretagne) 2012
- Médaille d’or Baden Baden (Allemagne) 2012

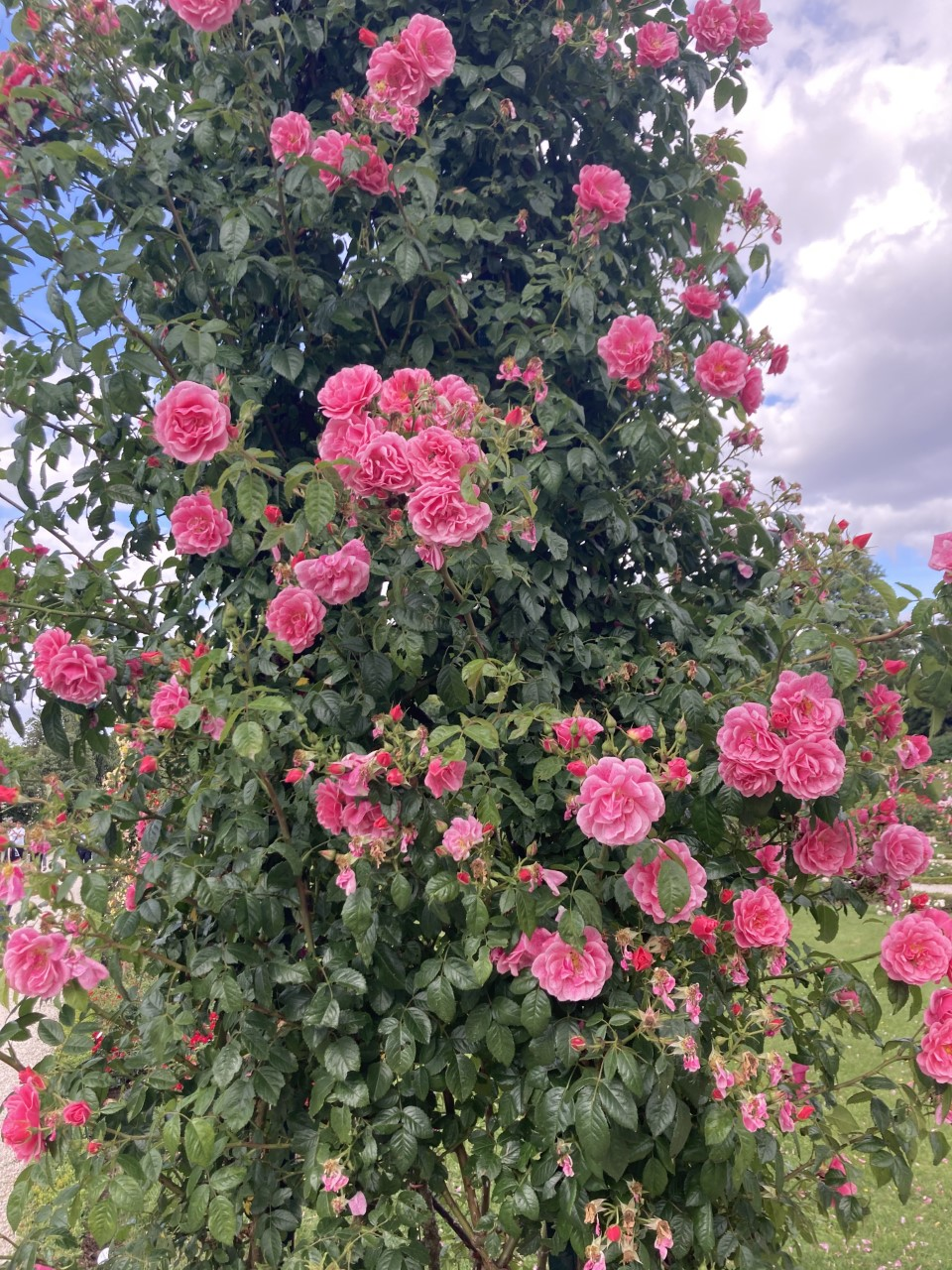
Rosier grimpant 'Invictus' à la roseraie de Bagatelle.

- Rosier ADR 2012